# Étoile variable de type Alpha2 Canum Venaticorum

En astronomie, une (étoile) variable de type Alpha2 Canum Venaticorum est une étoile variable de la séquence principale de type spectral B8p à A7p qui présente un fort champ magnétique et des raies spectrales du silicium, du strontium ou du chrome anormalement fortes. Leur luminosité varie de façon typique entre 0,01 et 0,1 magnitude sur une période de 0,5 à 160 jours.
En plus de leurs variations de luminosité, l'intensité et le profil des raies spectrales des étoiles de type α2 CVn varient également, tout comme leur champ magnétique. Les périodes de ces variations sont toutes égales et sont supposées être égales à la période de rotation de l'étoile. On pense qu'elles sont provoquées par une distribution inhomogène des métaux dans l'atmosphère de ces étoiles, et donc que la surface de l'étoile varie en luminosité d'un bout à l'autre.
Le prototype et la plus connue de ces variables est α2 CVn, membre du système binaire de Cor Caroli situé dans la constellation des Chiens de chasse. Sa luminosité fluctue de 0,14 magnitude sur une période de 5,47 jours.